# Deuxième district congressionnel du Colorado
Le 2e district congressionnel du Colorado est un district de l'État américain du Colorado. Le district est situé dans la partie centre-nord de l'État et englobe la banlieue nord-ouest de Denver, notamment Boulder et Fort Collins. Le district comprend également les villes de montagne de Vail, Granby, Steamboat Springs et Idaho Springs. Le redécoupage de 2011 a déplacé le Comté de Larimer, y compris les villes de Fort Collins et Loveland, du 2e au 4e district. Pendant ce temps, le redécoupage en 2021 a ramené Loveland dans le 4e district et Broomfield et l'ouest du Comté de Jefferson dans le 7e district.
Le district est actuellement représenté par le Démocrate Joe Neguse. Il a été élu en 2018 pour remplacer Jared Polis, qui s'est retiré après avoir été élu Gouverneur du Colorado.

## Histoire

### Années 1890
À la suite du recensement américain de 1890 et de la redistribution associée des sièges à la Chambre des représentants des États-Unis, le Colorado a gagné un deuxième district du Congrès. Le premier représentant élu dans ce district était John Calhoun Bell du Parti populiste.

### Années 1990
À la suite du recensement américain de 1990 et de la redistribution associée des sièges à la Chambre des représentants des États-Unis, le 2e district congressionnel se composait des comtés de Boulder, Clear Creek et Gilpin, ainsi que de parties des comtés d'Adams et de Jefferson.

### Années 2000
À la suite du recensement américain de 2000 et de la redistribution associée des sièges à la Chambre des représentants des États-Unis, le 2e district congressionnel se composait des comtés de Broomfield, Clear Creek, Eagle, Gilpin, Grand et Summit, ainsi que de parties des comtés d'Adams, Boulder, Jefferson et Weld.

### Années 2010
À la suite du recensement américain de 2010 et de la redistribution associée des sièges à la Chambre des représentants des États-Unis, le 2e district congressionnel se composait des comtés de Broomfield, Clear Creek, Gilpin, Grand et Summit, la plupart des comtés de Boulder et de Jefferson et des parties des comtés d'Eagle, Larimer et Weld. À la suite du recensement, le 2e district s'étendait plus au nord jusqu'à la frontière du Wyoming tout en perdant la partie ouest du comté d'Eagle.

### Années 2020
Le redécoupage en 2021 a ramené Loveland dans le 4e district et Broomfield et l'ouest du Comté de Jefferson dans le 7e district. De plus, le 3e district a perdu le Comté de Jackson, le Comté de Routt et la majeure partie du Comté d'Eagle au profit du 2e district.

## Géographie
| #   | Comté       | Siège               | Population |
| --- | ----------- | ------------------- | ---------- |
| 13  | Boulder     | Boulder             | 327 468    |
| 19  | Clear Creek | Georgetown          | 9 355      |
| 37  | Eagle       | Eagle               | 55 285     |
| 47  | Gilpin      | Central City        | 5 891      |
| 49  | Grand       | Hot Sulphur Springs | 15 769     |
| 57  | Jackson     | Walden              | 1 302      |
| 59  | Jefferson   | Golden              | 576 143    |
| 69  | Larimer     | Fort Collins        | 366 778    |
| 107 | Routt       | Steamboat Springs   | 25 007     |
| 117 | Summit      | Breckenridge        | 30 565     |

### Villes de 10 000 personnes ou plus
- Fort Collins – 169 810
- Arvada – 124 402
- Boulder – 108 250
- Longmont – 98 885
- Lafayette – 30 411
- Erie – 30 038
- Louisville – 21 226
- Steamboat Springs – 13 224
- Superior – 13 094
- Edwards – 11 246

### Villes de 2 500 à 10 000 personnes
- Gunbarrel – 9 554
- Timnath – 9 344
- Gypsum – 8 040
- Eagle – 7 511
- Avon – 6 072
- Estes Park – 5 904
- Breckenridge – 5 078
- Vail – 4 835
- Silverthorne – 4 402
- Niwot – 4 306
- Frisco – 2 804

## Historique de vote
| Années | Poste      | Résultats                   |
| ------ | ---------- | --------------------------- |
| 2000   | Président  | Gore 52,0 % - 43,0 %        |
| 2004   | Président  | Kerry 58,0 % - 41,0 %       |
| 2008   | Président  | Obama 64,0 % - 34,0 %       |
| 2012   | Président  | Obama 58,0 % - 40,0 %       |
| 2016   | Président  | Clinton 56,0 % - 35,0 %     |
| 2016   | Sénat      | Bennet 56,3 % - 37,0 %      |
| 2018   | Gouverneur | Polis 62,4 % - 34,5 %       |
| 2020   | Président  | Biden 64,0 % - 34,0 %       |
| 2020   | Sénat      | Hickenlooper 61,6 % - 36,4% |

## Caractéristiques
Ce district est ancré dans les comtés de Boulder et de Larimer qui comptent l'essentiel de la population du district : les deux comtés sont principalement ancrés dans les grandes villes universitaires de Boulder et Fort Collins, ce qui confère une force démocratique au district.
Les autres parties du district sont diverses, allant des banlieues de l'extrême ouest de Denver aux zones agricoles et aux villes montagneuses. Les comtés d'Eagle et de Summit, qui abritent les stations de ski de Vail et Breckenridge et d'autres villes dépendantes du tourisme telles qu'Avon, Frisco et Silverthorne, sont des bastions démocrates : cependant, les comtés de Gilpin et Clear Creek, tout en étant également dépendants du tourisme et à tendance démocrate, ne le font pas voter aussi fortement pour les démocrates. Le comté de Grand penche du côté républicain, bien que les stations de ski du comté, de Winter Park soient fortement démocrates.
Les zones suburbaines de Denver représentées dans le 2e district congressionnel sont plus disputées ; tandis que Broomfield penche vers les démocrates, les contreforts du comté de Jefferson sont historiquement un bastion républicain, bien que l'étalement urbain érode la domination républicaine dans la région. De même, le comté de Larimer à l'extérieur de Fort Collins est fortement républicain, mais le comté penche du côté démocrate en raison de l'influence et de la population de Fort Collins.

## Liste des représentants du district
| Membre                     | Parti       | Années                          | Congrès     | Histoire électorale |
| -------------------------- | ----------- | ------------------------------- | ----------- | --- |
| John Calhoun Bell          | Populiste   | 4 mars 1893 - 3 mars 1903       | 53e - 57e   | Élu en 1892. Réélu en 1894. Réélu en 1896. Réélu en 1898. Réélu en 1900. Perd sa réélection.                                                               |
| Herschel M. Hogg (en)      | Républicain | 4 mars 1903 - 3 mars 1907       | 58e - 59e   | Élu en 1902. Réélu en 1904. Retrait. |
| Warren A. Haggott (en)     | Républicain | 4 mars 1907 - 3 mars 1909       | 60e         | Élu en 1906. Perd sa réélection. |
| John Andrew Martin (en)    | Démocrate   | 4 mars 1909 - 3 mars 1913       | 61e , 62e   | Élu en 1908. Réélu en 1910. Retrait. |
| Harry H. Seldomridge (en)  | Démocrate   | 4 mars 1913 - 3 mars 1915       | 63e         | Élu en 1912. Perd sa réélection. |
| Charles B. Timberlake (en) | Républicain | 4 mars 1915 - 3 mars 1933       | 64e - 72e   | Élu en 1914. Réélu en 1916. Réélu en 1918. Réélu en 1920. Réélu en 1922. Réélu en 1924. Réélu en 1926. Réélu en 1928. Réélu en 1930. Perd sa renomination. |
| Fred N. Cummings (en)      | Démocrate   | 4 mars 1933 - 3 janvier 1941    | 73e - 76e   | Élu en 1932. Réélu en 1934. Réélu en 1936. Réélu en 1938. Perd sa réélection.                                                                              |
| William S. Hill (en)       | Républicain | 3 janvier 1941 - 3 janvier 1959 | 77e - 85e   | Élu en 1940. Réélu en 1942. Réélu en 1946. Réélu en 1948. Réélu en 1950. Réélu en 1952. Réélu en 1954. Réélu en 1956. Retrait.                             |
| Byron Johnson (en)         | Démocrate   | 3 janvier 1959 - 3 janvier 1961 | 86e         | Élu en 1958. Perd sa réélection. |
| Pete Dominick (en)         | Républicain | 3 janvier 1961 - 3 janvier 1963 | 87e         | Élu en 1960. Retrait pour se présenter comme Sénateur des États-Unis.                                                                                      |
| Don Brotzman (en)          | Républicain | 3 janvier 1963 - 3 janvier 1965 | 88e         | Élu en 1962. Perd sa réélection. |
| Roy H. McVicker (en)       | Démocrate   | 3 janvier 1965 - 3 janvier 1967 | 89e         | Élu en 1964. Perd sa réélection. |
| Don Brotzman (en)          | Républicain | 3 janvier 1967 - 3 janvier 1975 | 90e - 93e   | Élu en 1966. Réélu en 1968. Réélu en 1970. Réélu en 1972. Perd sa réélection.                                                                              |
| Tim Wirth                  | Démocrate   | 3 janvier 1975 - 3 janvier 1987 | 94e - 99e   | Élu en 1974. Réélu en 1976. Réélu en 1978. Réélu en 1980. Réélu en 1982. Réélu en 1984. Retrait pour se présenter comme Sénateur des États-Unis.           |
| David Skaggs               | Démocrate   | 3 janvier 1987 - 3 janvier 1999 | 100e - 105e | Élu en 1986. Réélu en 1988. Réélu en 1990. Réélu en 1992. Réélu en 1994. Réélu en 1996. Retrait.                                                           |
| Mark Udall                 | Démocrate   | 3 janvier 1999 - 3 janvier 2009 | 106e - 110e | Élu en 1998. Réélu en 2000. Réélu en 2002. Réélu en 2004. Réélu en 2006. Retrait pour se présenter comme Sénateur des États-Unis.                          |
| Jared Polis                | Démocrate   | 3 janvier 2009 - 3 janvier 2013 | 11e - 115e  | Élu en 2008. Réélu en 2010. Réélu en 2012. Réélu en 2014. Réélu en 2016. Retrait pour se présenter comme Gouverneur du Colorado.                           |
| Joe Neguse                 | Démocrate   | 3 janvier 2019 - en cours       | 116e - 119e | Élu en 2018. Réélu en 2020. Réélu en 2022. Réélu en 2024.                                                                                                  |

## Résultats des récentes élections
Voici les résultats des dix précédents cycles électoraux dans le district.

## Frontières historiques du district

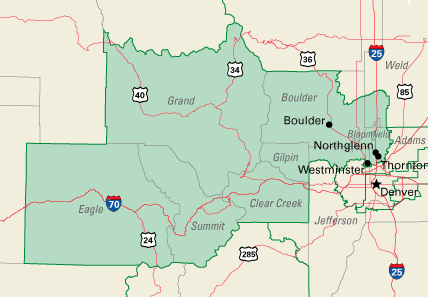
2003 - 2013.

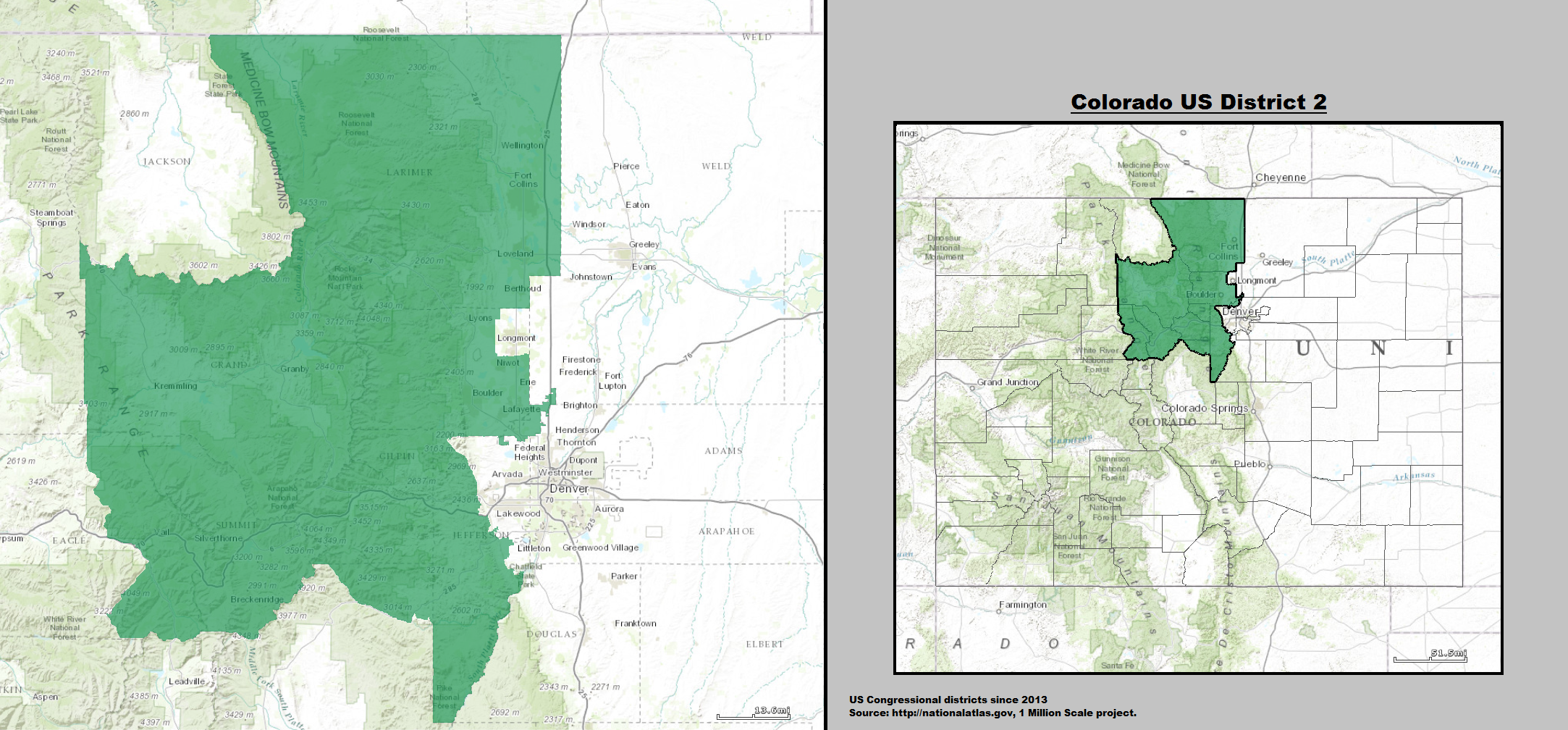
2013 - 2023

### 2004
| Parti           | Parti                     | Candidat             | Votes   | %     |
| --------------- | ------------------------- | -------------------- | ------- | ----- |
|                 | Démocrate                 | Mark Udall (sortant) | 207 900 | 67,0  |
|                 | Républicain               | Stephen M. Hackman   | 94 160  | 30,0  |
|                 | Libertarien               | Norm Olsen           | 7 304   | 3,0   |
| Total des votes | Total des votes           | Total des votes      | 309 364 | 100 % |
|                 | Les Démocrates conservent |                      |         |       |

### 2006
| Parti           | Parti                     | Candidat             | Votes   | %     |
| --------------- | ------------------------- | -------------------- | ------- | ----- |
|                 | Démocrate                 | Mark Udall (sortant) | 157 850 | 68,0  |
|                 | Républicain               | Rich Mancuso         | 65 481  | 28,0  |
|                 | Libertarien               | Norm Olsen           | 5 025   | 2,0   |
|                 | Vert                      | J.A. Calhoun         | 2 951   | 2,0   |
| Total des votes | Total des votes           | Total des votes      | 231 307 | 100 % |
|                 | Les Démocrates conservent |                      |         |       |

### 2008
| Parti           | Parti                     | Candidat               | Votes   | %     |
| --------------- | ------------------------- | ---------------------- | ------- | ----- |
|                 | Démocrate                 | Jared Polis            | 215 602 | 63,0  |
|                 | Républicain               | Scott Starin           | 116 619 | 34,0  |
|                 | Vert                      | J.A. Calhoun           | 10 031  | 2,0   |
|                 | Unity (en)                | William Robert Hammons | 2 176   | 1,0   |
| Total des votes | Total des votes           | Total des votes        | 344 428 | 100 % |
|                 | Les Démocrates conservent |                        |         |       |

### 2010
| Parti           | Parti                     | Candidat              | Votes   | %     |
| --------------- | ------------------------- | --------------------- | ------- | ----- |
|                 | Démocrate                 | Jared Polis (sortant) | 148 768 | 57,0  |
|                 | Républicain               | Stephen Bailey        | 98 194  | 38,0  |
|                 | Constitution              | Jenna Goss            | 7 087   | 3,0   |
|                 | Libertarien               | Curtis Harris         | 5 060   | 2,0   |
| Total des votes | Total des votes           | Total des votes       | 259 116 | 100 % |
|                 | Les Démocrates conservent |                       |         |       |

### 2012
| Parti           | Parti                     | Candidat              | Votes   | %     |
| --------------- | ------------------------- | --------------------- | ------- | ----- |
|                 | Démocrate                 | Jared Polis (sortant) | 234 758 | 56,0  |
|                 | Républicain               | Kevin Lundberg        | 162 639 | 39,0  |
|                 | Libertarien               | Randy Luallin         | 13 770  | 3,0   |
|                 | Vert                      | Susan P. Hall         | 10 413  | 2,0   |
| Total des votes | Total des votes           | Total des votes       | 421 580 | 100 % |
|                 | Les Démocrates conservent |                       |         |       |

### 2014
| Parti           | Parti                     | Candidat              | Votes   | %     |
| --------------- | ------------------------- | --------------------- | ------- | ----- |
|                 | Démocrate                 | Jared Polis (sortant) | 196 300 | 57,0  |
|                 | Républicain               | George Leing          | 149 645 | 43,0  |
| Total des votes | Total des votes           | Total des votes       | 345 945 | 100 % |
|                 | Les Démocrates conservent |                       |         |       |

### 2016
| Parti           | Parti                     | Candidat              | Votes   | %     |
| --------------- | ------------------------- | --------------------- | ------- | ----- |
|                 | Démocrate                 | Jared Polis (sortant) | 260 175 | 56,0  |
|                 | Républicain               | Nicholas Morse        | 170 001 | 37,0  |
|                 | Libertarien               | Richard Longstreth    | 27 136  | 7,0   |
| Total des votes | Total des votes           | Total des votes       | 457 312 | 100 % |
|                 | Les Démocrates conservent |                       |         |       |

### 2018
| Parti           | Parti                     | Candidat        | Votes   | %     |
| --------------- | ------------------------- | --------------- | ------- | ----- |
|                 | Démocrate                 | Joe Neguse      | 259 608 | 60,0  |
|                 | Républicain               | Peter Yu        | 144 901 | 34,0  |
|                 | Indépendant               | Nick Thomas     | 16 356  | 4,0   |
|                 | Libertarien               | Roger Barris    | 9 749   | 2,0   |
| Total des votes | Total des votes           | Total des votes | 430 614 | 100 % |
|                 | Les Démocrates conservent |                 |         |       |

### 2020
| Parti           | Parti                     | Candidat             | Votes   | %     |
| --------------- | ------------------------- | -------------------- | ------- | ----- |
|                 | Démocrate                 | Joe Neguse (sortant) | 316 925 | 61,0  |
|                 | Républicain               | Charles Winn         | 182 547 | 35,0  |
|                 | Libertarien               | Thom Atkinson        | 13 657  | 2,0   |
|                 | Unity (en)                | Gary Swing           | 2 534   | 0,5   |
| Total des votes | Total des votes           | Total des votes      | 515 663 | 100 % |
|                 | Les Démocrates conservent |                      |         |       |

### 2022
| Parti | Parti     | Candidat             | Votes  | %     |
| ----- | --------- | -------------------- | ------ | ----- |
|       | Démocrate | Joe Neguse (sortant) | 91 793 | 100 % |

| Parti | Parti       | Candidat        | Votes  | %     |
| ----- | ----------- | --------------- | ------ | ----- |
|       | Républicain | Marshall Dawson | 43 164 | 100 % |

| Parti           | Parti                      | Candidat             | Votes   | %     |
| --------------- | -------------------------- | -------------------- | ------- | ----- |
|                 | Démocrate                  | Joe Neguse (sortant) | 244 107 | 69,98 |
|                 | Républicain                | Marshall Dawson      | 97 700  | 28,01 |
|                 | Colorado Center Party      | Steve Yurash         | 2 876   | 0,82  |
|                 | American Constitution (en) | Gary Nation          | 2 188   | 0,63  |
|                 | Unity (en)                 | Tim Wolf             | 1 968   | 0,56  |
| Total des votes | Total des votes            | Total des votes      | 348 839 | 100 % |
|                 | Les Démocrates conservent  |                      |         |       |

### 2024
| Primaire démocrate de 2024 du 2e district congressionnel du Colorado | Primaire démocrate de 2024 du 2e district congressionnel du Colorado | Primaire démocrate de 2024 du 2e district congressionnel du Colorado | Primaire démocrate de 2024 du 2e district congressionnel du Colorado | Primaire démocrate de 2024 du 2e district congressionnel du Colorado |
| -------------------------------------------------------------------- | -------------------------------------------------------------------- | -------------------------------------------------------------------- | -------------------------------------------------------------------- | -------------------------------------------------------------------- |
| Parti                                                                | Parti                                                                | Candidat                                                             | Votes                                                                | %                                                                    |
|                                                                      | Démocrate                                                            | Joe Neguse (sortant)                                                 | 91 218                                                               | 100 %                                                                |

| Primaire républicaine de 2024 du 2e district congressionnel du Colorado | Primaire républicaine de 2024 du 2e district congressionnel du Colorado | Primaire républicaine de 2024 du 2e district congressionnel du Colorado | Primaire républicaine de 2024 du 2e district congressionnel du Colorado | Primaire républicaine de 2024 du 2e district congressionnel du Colorado |
| ----------------------------------------------------------------------- | ----------------------------------------------------------------------- | ----------------------------------------------------------------------- | ----------------------------------------------------------------------- | ----------------------------------------------------------------------- |
| Parti                                                                   | Parti                                                                   | Candidat                                                                | Votes                                                                   | %                                                                       |
|                                                                         | Républicain                                                             | Marshall Dawon                                                          | 30 825                                                                  | 100 %                                                                   |

| Élection de 2024 du 2e district congressionnel du Colorado | Élection de 2024 du 2e district congressionnel du Colorado | Élection de 2024 du 2e district congressionnel du Colorado | Élection de 2024 du 2e district congressionnel du Colorado | Élection de 2024 du 2e district congressionnel du Colorado |
| ---------------------------------------------------------- | ---------------------------------------------------------- | ---------------------------------------------------------- | ---------------------------------------------------------- | ---------------------------------------------------------- |
| Parti                                                      | Parti                                                      | Candidat                                                   | Votes                                                      | %                                                          |
|                                                            | Démocrate                                                  | Joe Neguse (sortant)                                       | 284 994                                                    | 68,4                                                       |
|                                                            | Républicain                                                | Marshall Dawon                                             | 120 633                                                    | 28,9                                                       |
|                                                            | Libertarien                                                | Gaylon Kent                                                | 5180                                                       | 1,2                                                        |
|                                                            | Unity (en)                                                 | Cynthia Munhos de Aquino Sirianni                          | 3744                                                       | 0,9                                                        |
|                                                            | Approval Voting (en)                                       | Jan Kok                                                    | 2349                                                       | 0,6                                                        |
|                                                            | Indépendant                                                | Mike Watson (write-in)                                     | 8                                                          | 0,0                                                        |
| Total des votes                                            | Total des votes                                            | Total des votes                                            | 416 908                                                    | 100 %                                                      |
|                                                            | Les Démocrates conservent                                  |                                                            |                                                            |                                                            |